# 김경자 (서울특별시의원)
김경자(金慶子, 1949년 7월 16일~)는 대한민국의 정치인이다. 제5대 서울특별시 강서구의원·제9대 서울특별시의원 등을 지냈다.

## 학력
- 홍익대학교 교육대학원 교육학 석사

## 경력
- 초등학교 교사 30년 재직
- 한국 걸스카우트 연맹 지도자
- 2016.04 ~ 2018.06 제9대 서울특별시의회 초선 시의회의원
- 2016.04 ~ 2016.07 제9대 서울특별시의회 전반기 보건복지위원회 위원
- 2016.07 ~ 2018.06 제9대 서울특별시의회 후반기 문화체육관광위원회 위원
- 2016.09 ~ 2018.06 제9대 서울특별시의회 후반기 예산결산특별위원회 위원

## 역대 선거 결과
|  | 27.88% |

|  | 38.31% |

|  | 12.12% |

|  | 0% |